# Alyssum floribundum
Alyssum floribundum är en korsblommig växtart som beskrevs av Pierre Edmond Boissier och Benedict Balansa. Alyssum floribundum ingår i släktet stenörter, och familjen korsblommiga växter. Inga underarter finns listade i Catalogue of Life.